# Environnement au Sénégal

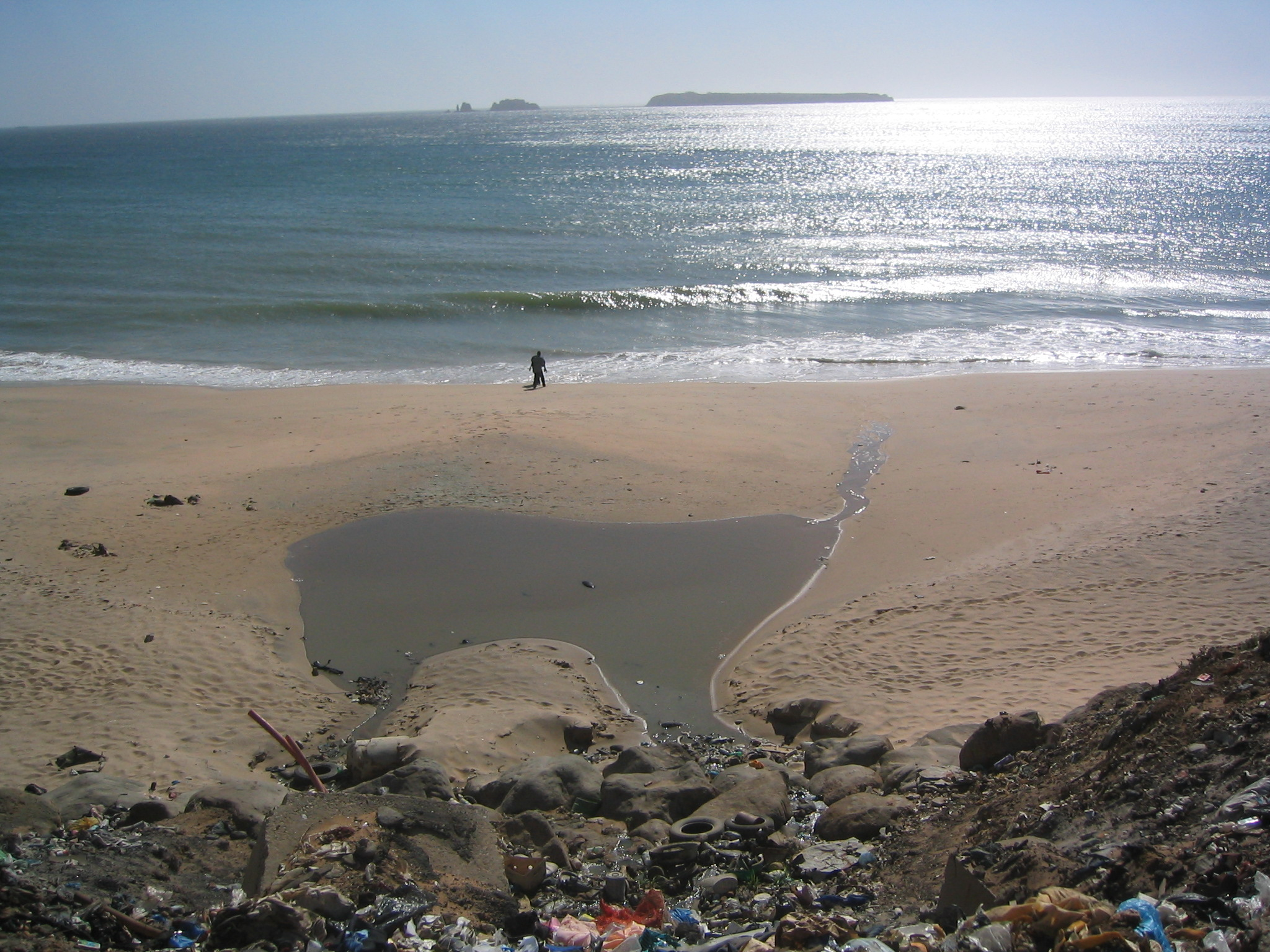
La Corniche-Ouest à Dakar.

L'environnement au Sénégal est l'espace naturel préservé du Sénégal.
Il fait l'objet de préoccupations croissantes. La forte croissance démographique du pays a diminué par quatre sa biocapacité en cinquante ans, de 1961 à 2011. L'empreinte agricole est légèrement supérieure à sa capacité. Les pollutions (air, eau, sites) sont importantes et préoccupantes pour la santé des populations, notamment à Dakar, « la deuxième ville la plus polluée » du monde, selon les chiffres de l’Organisation mondiale de la santé en 2022. La gestion des déchets est encore embryonnaire, les rejets ou incinération à feu ouvert (à basse température, avec émissions de polluants toxiques) encore trop importants.
Le gouvernement ainsi que le niveau local s'organisent afin de mettre en place une politique environnementale. Des engagements internationaux sont pris. Le concours des associations et fondations est important (électrification et développement des énergies renouvelables ; collecte de déchets, tri et valorisation ; nettoyage de sites pollués par les déchets solides ; reboisement de forêts et mangroves).

## Environnement et ressources naturelles

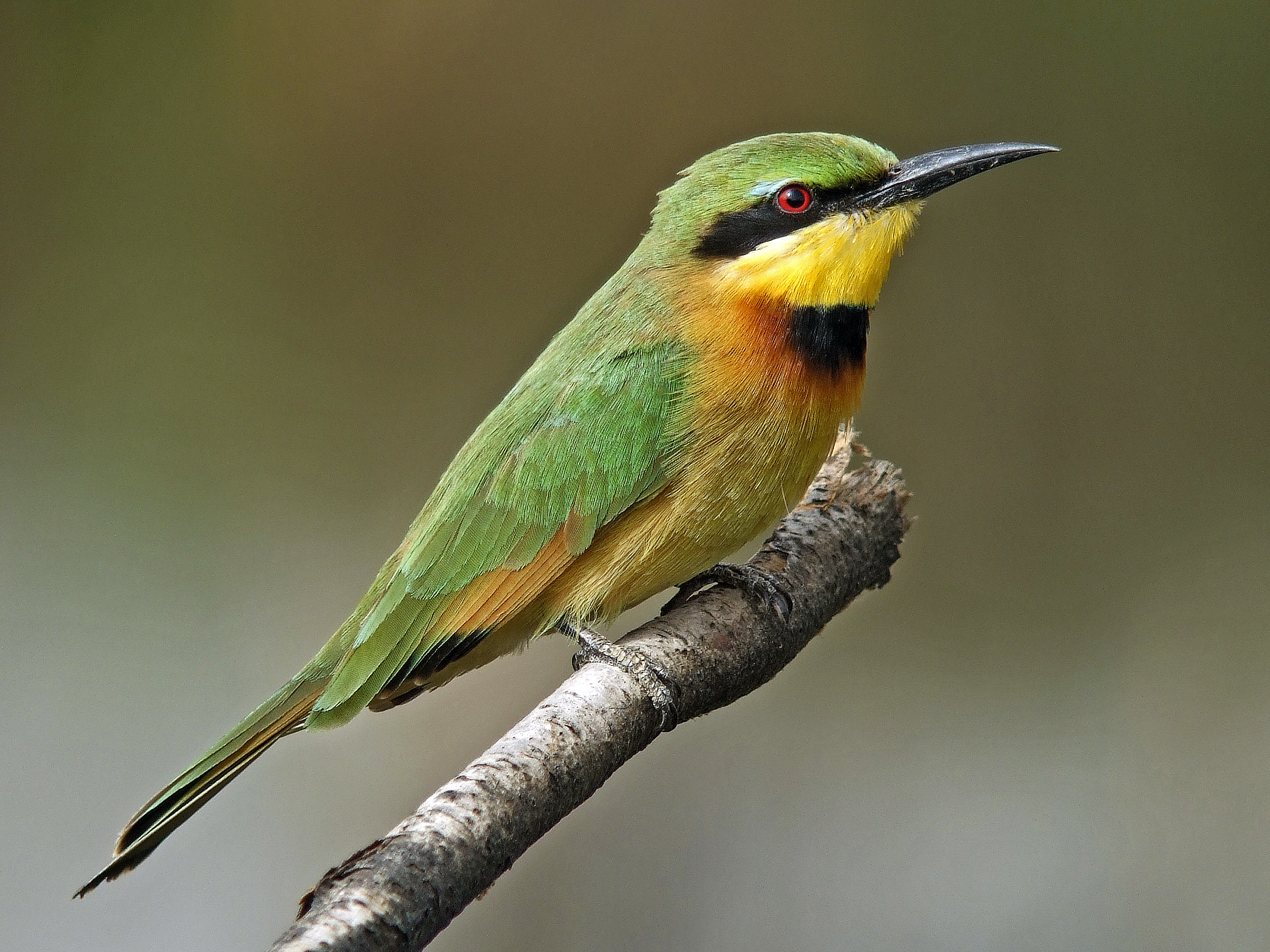
Guêpier nain au Parc national des oiseaux du Djoudj.

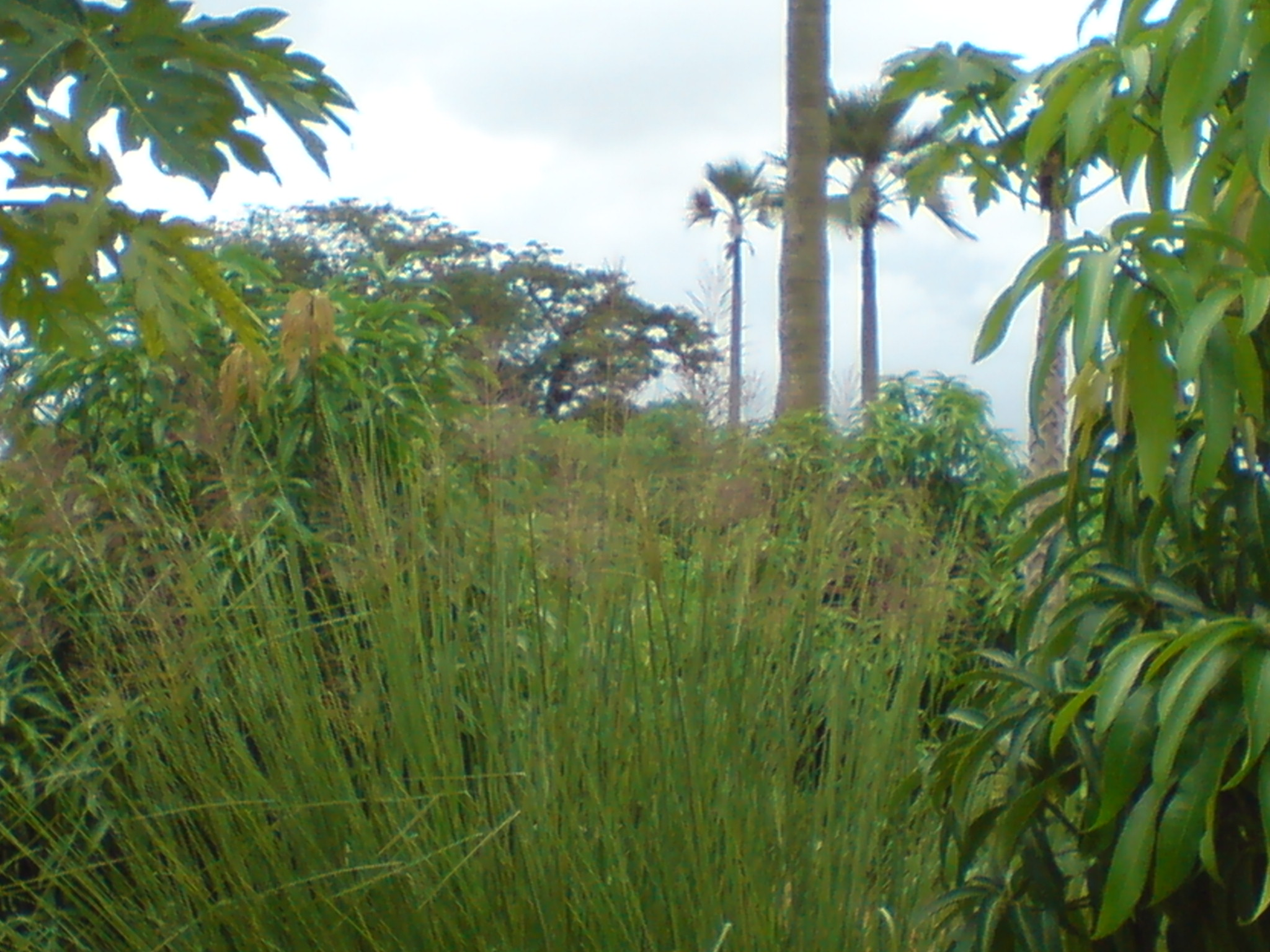
Vetiver au champ à Sebikotane.

La façade maritime s’étend sur 700 km. Le Sénégal est de plus une zone de transition entre le désert au nord et la forêt humide au sud. Il présente donc des écosystèmes variés, qu'on peut répartir en quatre grands types :
- arides et semi-arides ;
- subguinéens ;
- fluviaux et lacustres ;
- marins[2].

### Faune et flore

#### Faune
Le Sénégal compte environ 2 000 espèces d'insectes, 1 000 espèces de mollusques et poissons, et plusieurs mammifères habitant la savane.
Le pays est un des 5 derniers où le lion d'Afrique est présent. En 2014, on ne comptabilisait plus que 406 individus dans la région de l’Afrique de l’Ouest, dont moins de 10 au Sénégal.

#### Flore
La flore comprend 2 500 espèces environ. Trente-et-une espèces sont identifiées comme endémiques, majoritairement des herbacées. La biodiversité forestière est mieux conservée que la biodiversité agricole.
En dehors des espèces endémiques comme le baobab africain, de très nombreuses espèces ont été importées au Sénégal. C'est le cas par exemple du fromager, du flamboyant (Madagascar), du bougainvillier (Brésil), le baobab chacal (Afrique de l'Est), le manguier, le tamarinier, le neem et le Moringa (Inde) l'eucalyptus (Australie), l'anacardier (Amérique du Sud), etc.
Le Sénégal est également producteur de nombreux fruits tropicaux.

### Protection de la nature
Le Sénégal compte six parcs nationaux, neuf réserves, trois sites au patrimoine mondial de l'humanité, et 93 forêts classées.
L'exploitation forestière illégale de bois précieux est un réel problème au Sénégal, notamment en Casamance. Entre 2005 et 2010, sur 19,6 millions d’hectares de superficie, 40 000 hectares de forêts ont disparu, soit la superficie de 150 terrains de football par jour. Ce trafic alimente principalement le marché chinois via la Gambie mais le gouvernement sénégalais ne met pas les moyens nécessaires pour mettre fin à ce désastre écologique.

## Enjeux environnementaux

### Climat
Le Sénégal connait un cycle de sécheresses erratiques depuis quelques décennies.
En 2002, le Sénégal était le 110e pays le plus émetteur en dioxyde de carbone, avec environ 4,18 millions de tonnes de CO2 (gaz à effet de serre participant au réchauffement climatique).

### Pollutions

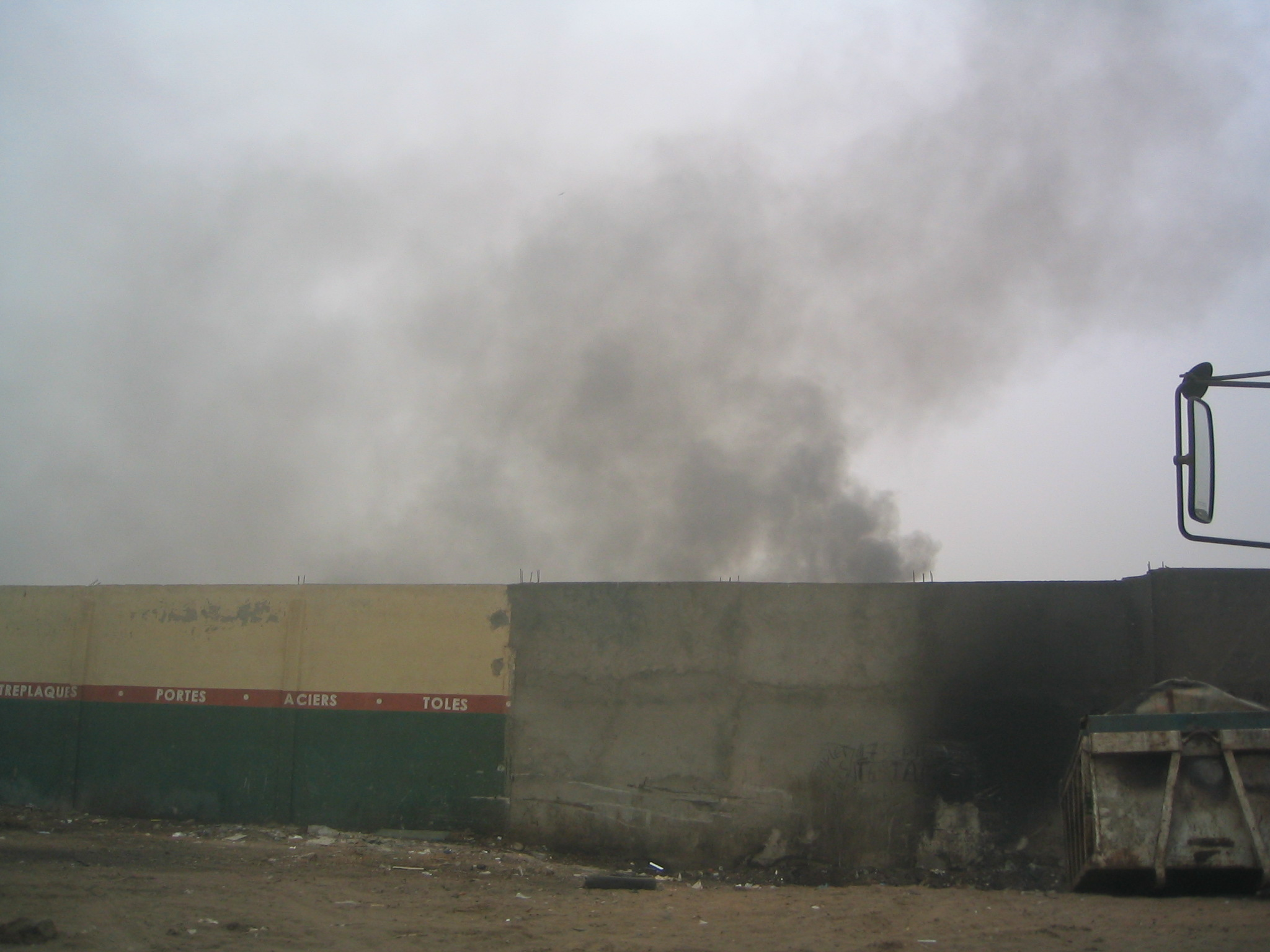
Pollution atmosphérique à l'entrée de Dakar.

La prise en compte de la qualité de l’air dans les secteurs des transports et de l’industrie est faible. Certaines zones de la région de Dakar sont confrontées à des niveaux de Pollution atmosphérique au-delà des limites définies par la norme NS-05-62. Les polluants concernés sont particulièrement, le SO2, les BTX, l'ozone et les particules (PM10 et PM2.5). Par ailleurs, les déchets sont parfois brûlés tels quels, sans tri préalable, ni système de filtration des fumées. Cela peut alors engendrer une pollution de l’air par des émissions de substances toxiques. La capitale sénégalaise concentre ainsi de nombreux facteurs de dégradation de la qualité de l’air, qui en font « la deuxième ville la plus polluée » du monde, selon les chiffres de l’Organisation mondiale de la santé en 2022.
La pollution de l'eau est problématique ; elle engendre des risques sanitaires accrus (propagation de maladies comme le choléra, l'amibiase, la giardiase, etc.). Elle a des causes multiples, de l'assainissement insuffisant voire inexistant dans certaines zones, aux rejets de déchets (qu'ils soient solides, ménagers, ou liquides, industriels et parfois toxiques) perturbant la pêche. Par ailleurs, les pesticides sont utilisés de manière intensives ; dont certains pesticides toxiques.
En 2008, une intoxication au plomb a tué 18 enfants en bas âge dans le quartier de Ngagne Diaw à Dakar. Elle était liée à une grosse production, illégale, de recyclage de piles, à forte teneur en plomb.

### Biodiversité et sols

#### Évolution des sols
Le littoral connait une érosion. À titre d'exemple, depuis 1937, le littoral recule à un taux moyen de 1,30 m par an à la hauteur de Rufisque, à l'entrée de Dakar. Ce phénomène s'explique seulement en partie par l'élévation du niveau marin dû au réchauffement climatique. La faible épaisseur des sédiments de plage y contribue également.
La déforestation et les sécheresses erratiques favorise la désertification de certains milieux. Un ambitieux projet continental de « grande muraille » verte a pour objectif de restaurer les écosystèmes sahéliens menacés par la désertification. Cette trame verte est composée de boisements et de jardins polyvalents sur 15 km de large et 7 600 km de long. En 2016, 40 000 hectares environ ont été reboisés sur les 817 500 hectares du tracé sénégalais.
Un mauvais drainage a entrainé une salinisation de certaines terres.

#### Agriculture et pêche
L'élevage est développé, avec un cheptel important de volailles, ovins-caprins et bovins, mais aussi équins-asins, porcins, camelins. Près de 60 % de la population résidaient en milieu rural, dans les années 2000, mais 88 % vivaient d'agriculture ou d'élevage.
La région des Niayes, au nord-ouest du Sénégal, est la principale zone de production maraîchère du pays. L’agriculture y est intensive et gourmande en intrants minéraux (pesticides et engrais) ; une partie des produits sont exportés vers l'Europe : mangues, haricots verts... La part des engrais minéraux importés utilisés dans le pays est estimée entre 15 et 20 %. Outre l’urée, des engrais spéciaux – pour les cultures d’oignons, de tomates cerises, d’haricots… –, sont importés d’Europe, de Turquie ou du Maroc. Avec la Guerre en Ukraine, le pays connait une pénurie d'engrais en 2022 et prend conscience de sa dépendance. Par ailleurs, même si la moyenne de 25 kg d’intrants minéraux utilisés par hectare de terre arable au Sénégal est loin de celle mondiale de 146,4 kg, les sols et l’environnement ont été dégradés par cette utilisation, couplée à la monoculture, l’absence de jachère ainsi qu’au changement climatique (salinisation des terres, pluviométrie en baisse…). Selon une estimation nationale de 2013, les deux tiers des terres arables du pays sont ainsi considérées comme pauvres ou pauvres à moyennes, c’est-à-dire que leur fertilité est réduite.
La surpêche n'est pas tant le fait de la pollution locale, mais plutôt d'usines chinoises, coréennes, russes, qui produisent de la farine de poisson destinée à l'aquaculture et à l'élevage asiatique et européen.

#### Exploitation des forêts et du sous-sol
La déforestation est liée aux fluctuations climatiques et à la croissance démographique. Il existe un important trafic de rôniers entre le Sénégal et les pays limitrophes, comme la Gambie et la Guinée-Bissau.
La forêt de baobabs de Bandia a été fortement affectée par l'implantation de la cimenterie les ciments du Sahel et par l'exploitation d'une vingtaine de mines de calcaire à ciel ouvert. Selon Mame Cheikh Ngom, professeur de géographie à l’université de Dakar, il ne reste plus de la forêt que 2 000 hectares, soit un cinquième de sa superficie originelle. La poussière de calcaire, omniprésente, a aussi des conséquences pour la santé des populations locales.

### Énergie
Les énergies traditionnelles (bois, charbon de bois, déchets végétaux et animaux) représentent 49 % de la consommation finale d’énergie dans le pays. Dans les
zones rurales, 80 % de la population a ainsi recours au bois énergie pour la cuisson et au pétrole lampant ou aux lampes à piles pour l’éclairage.
Dans le cadre de la politique nationale d’électrification, certains villages s'équipent en énergies renouvelables, avec l'aide de la Fondation Énergies pour le Monde. En 2016, Senergy 2 (de), la plus grande centrale solaire d’Afrique de l’Ouest est inaugurée à Bokhol.

### Eau
- L'organisation pour la mise en valeur du fleuve Sénégal (OMVS) a été créée en 1972 pour gérer le bassin versant du fleuve Sénégal. Le Barrage de Diama est situé sur ce fleuve.
- La sénégalaise des eaux est chargée de la production et de la distribution d'eau. Elle fournit environ quatre millions d'habitants.
- La gestion des forages villageois a été déléguée par l'Etat à des comités d'usagers[17].

### Gestion des déchets
La gestion des déchets domestiques est problématique au Sénégal, encore plus dans les régions rurales. L’État agit seulement pour Dakar. Ailleurs, des initiatives locales se mettent doucement en place dans les années 2010 : ramassage adapté (abonnement abordable, collecte par charrette tirée par un âne là où des camions ne pourraient pas circuler...), tri, mise en décharge ou valorisation.
À proximité de Dakar est présent la décharge à ciel ouverte de Mbeubeuss, décharge ouverte en 1968 et devait être temporaire.

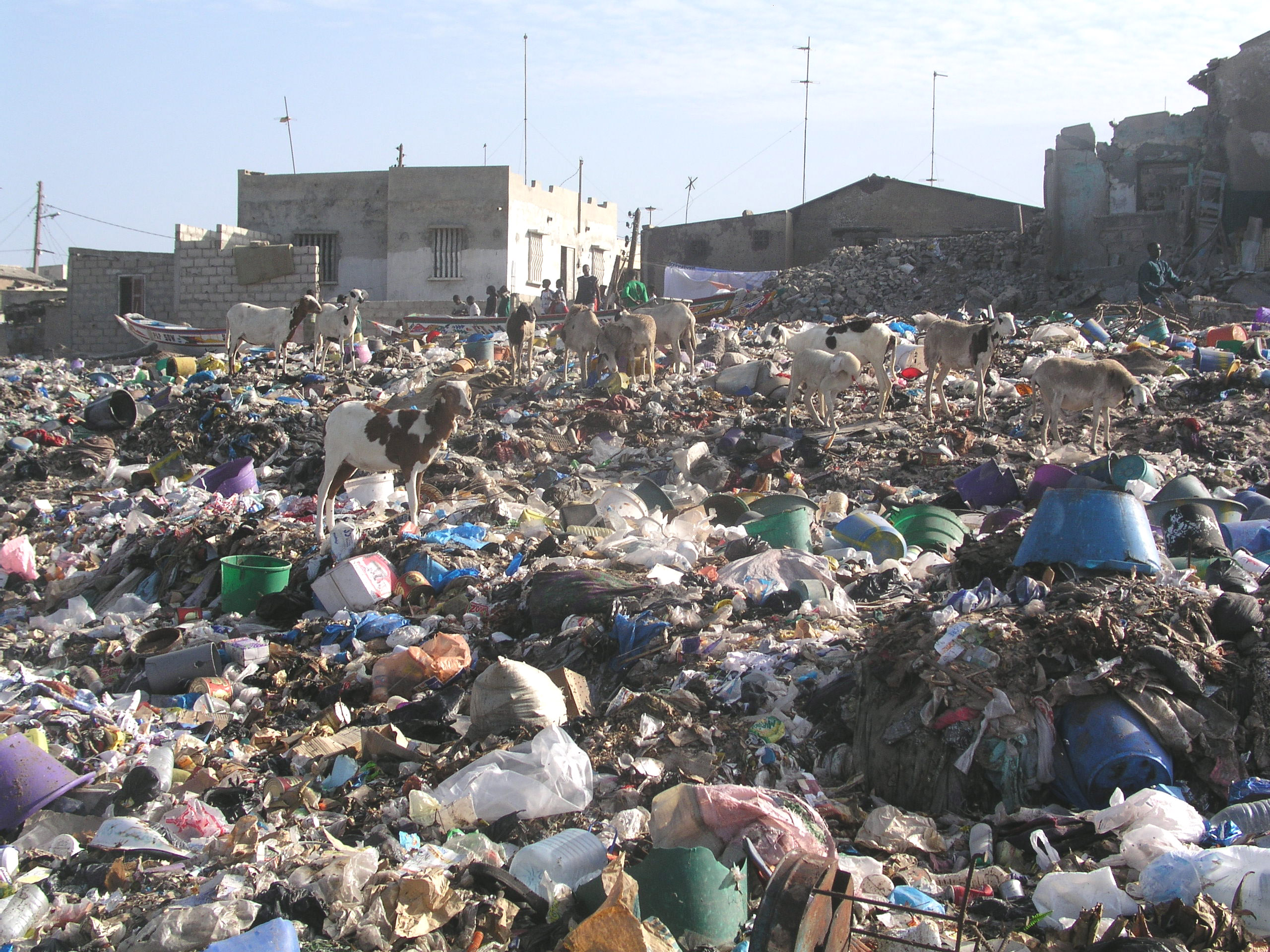
Déchets étalés sur le sol d'un quartier de Dakar
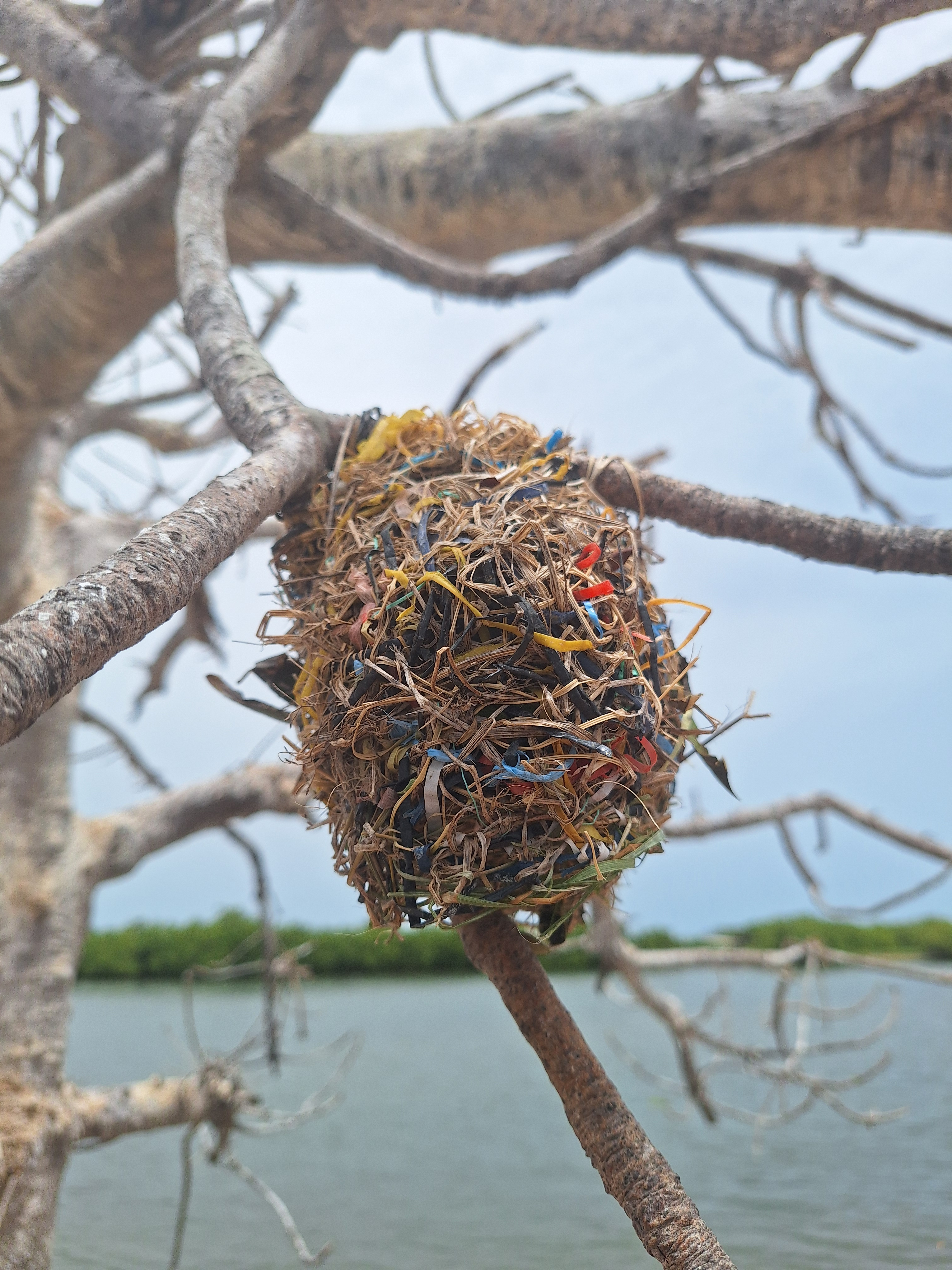
Nid d'oiseau tissé avec du plastique à l'Aire Marine Protégée de Joal-Fadiouth
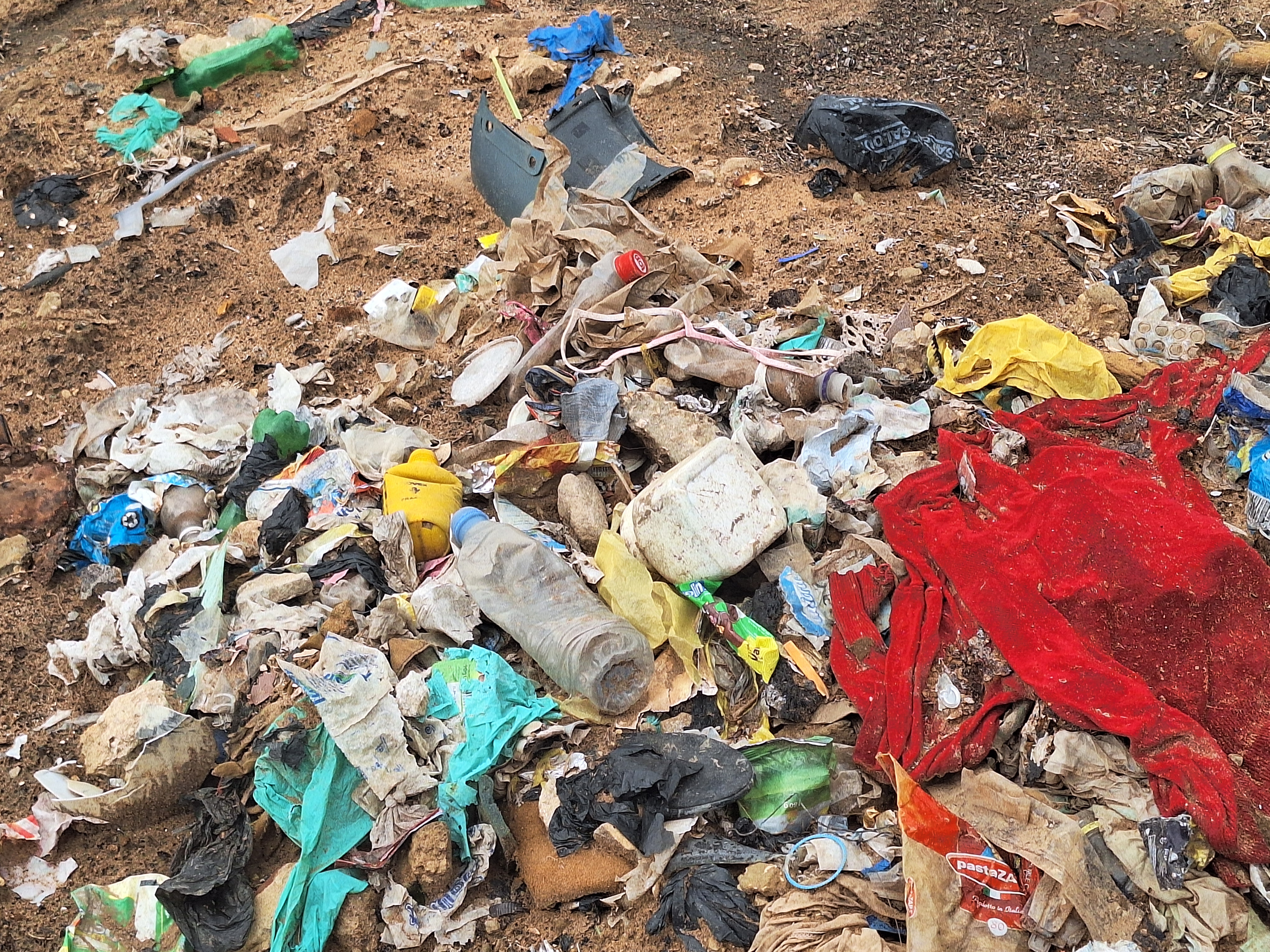
Pollution à la Réserve Naturelle Urbaine de la grande Niaye de Pikine et dépendance

## Politique

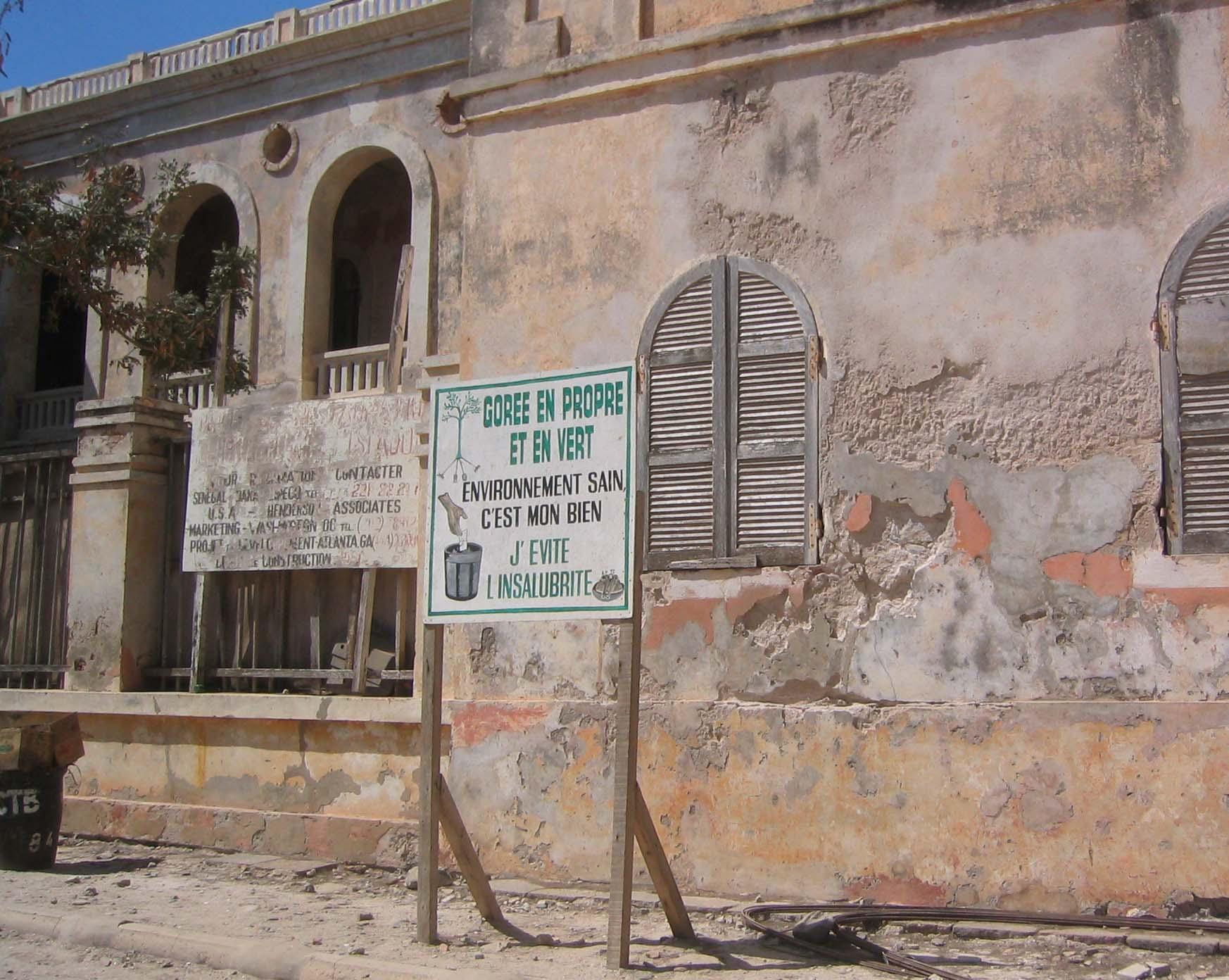
Campagne en faveur de la protection de l'environnement sur l'île de Gorée

### Évaluation environnementale globale
En 2015, l'organisation Global Footprint Network (GFN) indique que le Sénégal a une réserve en biocapacité qui s'équilibre avec l'empreinte écologique, à environ 1 gha (hectare global par habitant). Néanmoins, si la pêche préserve la réserve en poisson, et si la consommation de bois préserve la capacité forestière, l'empreinte agricole est légèrement supérieure à sa capacité. De plus, la biocapacité a été divisée par trois en cinquante ans, de 1961 à 2011. Cela s'explique par l'explosion démographique de ce pays.

### Politique gouvernementale
Le Sénégal a mis en place un cadre juridique de protection de la nature (code forestier, décrets...) et prolongé la protection de certaines zones héritée du colonialisme. Il a également ratifié plusieurs conventions comme la convention de Ramsar sur les zones humides, la convention de Washington sur les espèces menacées d'extinctions, la convention sur la désertification et la convention sur la biodiversité.
Du 6 juillet 2007 à 2012, le ministre de l'Environnement et de la Protection de la Nature est Djibo Leyti Ka[réf. souhaitée]. Il existe une agence sénégalaise pour l’Économie et la Maîtrise de l’Énergie (AEME).
Sous l’impulsion d'un réseau de producteurs, consommateurs, ONG et élus locaux, la Dynamique pour une transition agroécologique au Sénégal (Dytaes), un Plan Sénégal émergent vert a été adopté par l’Etat en 2019, avec comme mesure phare la subvention d’engrais organiques et bio (compost et fumier).

### Partis politiques
- Parti africain écologiste du Sénégal
- Rassemblement des écologistes du Sénégal - Les Verts

### Initiatives associatives et communautaires
Chaque année, des opérations de nettoyage des fonds marins (opérations filets perdus), des plages et des quais de pêche sont organisées par une association écologiste qui mobilise les associations de quartiers, les communautés de pêcheurs et les écoles. L’Oceanium de Dakar mène également, depuis 2006, des reboisements de grande ampleur avec les populations. À ce jour, plus de 150 millions de palétuviers ont été plantés dans 500 villages des deltas du Sine Saloum et du fleuve Casamance. Ce bilan constitue le plus grand reboisement de mangrove au monde.

### Promotion d'un tourisme responsable
Le Sénégal souhaite s'engager dans une démarche de tourisme durable ; un atelier national sur le Tourisme et l’Environnement s’est tenu du 1er au 3 juillet 2002.

### Filmographie
- Marième Aimée Diouf et Fabacary Assymby Coly, La Baie poubelle, film documentaire, Sénégal, 1999, 11 min